# ルパン三世M
『ルパン三世M』（ルパンさんせいエム）とは、2004年から2013年まで『ルパン三世officialマガジン』で連載された漫画作品である。深山雪男作画、飯岡順一ストーリー監修、トムス・エンタテインメント監修、モンキー・パンチ原作、主な脚本者は初期の頃は柏原寛司などTVスペシャルに携わった人物が目立ったが、TVスペシャルに携わった事のない安部陽子などが、そして作画担当の深山が自ら担当することが多くなった。
2013年春号掲載分で最終回になることが深山のTwitterで告知され、約10年に及ぶ連載に終止符を打った。

## サブタイトル
- 第1巻収録
  1. The Tears of the Rainbow ～虹の雫～
  2. バカンス泥棒
  3. おれが不二子で不二子がおれで
  4. ルパン・ブックメーカー
  5. Farewell, my lovely
- 第2巻収録
  1. THE LAST MAN
  2. 斬鉄剣を奪え!
  3. ルパンの宝が盗まれた!?
  4. オーディション
  5. 黄金のボーダーライン
  6. 斬鉄心
  7. THE WILD WILD FUJICAT
- 第3巻収録
  1. 天使の策略 〜Another Angels〜
  2. 女刑事マニー・シャープ登場
  3. 五ェ門非情剣
  4. カリブの恋人たち
  5. 恐るべき子供たち
  6. 奇跡を呼ぶ男
  7. ルパンの缶詰
- 第4巻収録
  1. 古城の花嫁
  2. 黄金迷走曲
  3. 悪党に墓はない
  4. 最後の一品
- 第5巻収録
  1. セブンデイズ ラプソディ（前編・後編）
  2. ルパン協奏曲
  3. 空飛ぶルパン
- 第6巻収録
  1. 星のカケラを盗みに行こう
  2. ナインボール・ブルース
  3. 脱獄のゴングを鳴らせ！！
- 第7巻収録
  1. 霧のエリューシヴ
  2. ルパンと七つの扉
  3. 牙と剣
  4. FREE！AS THE WIND AND THE EAGLE.
  5. 待たせすぎる銀行～Banking at midsummer-town～
- 第8巻収録
  1. 警部と女と泥棒と
  2. ピザの味
  3. 特別大安売！ルパン三世 for sale！
  4. 白の狙撃手

## ルパン三世M Neo
- 第1巻収録
  1. ルパンVS銭型 手錠の絆
  2. The perfect clean man
  3. 追跡者～CHASER～
  4. CROSSROAD～クロスロード～
- 第2巻収録
  1. 不二子 美しき闘い～The most beautiful battle～
  2. 銃と剣の絆～The bond between the gun and the sword～

## 特徴的なエピソード
The Tears of the Rainbow ～虹の雫～
監修：飯岡順一・ストーリー：藤田伸三
シリーズ第一作。ルパンはアフリカに眠る秘宝の手がかりとなるダイヤ「虹の雫」を奪うが、不二子と組んだ凄腕の戦争屋レモンが立ちはだかる。
Farewell My Lovey
監修：飯岡順一・ストーリー：Alan Smithee
銭形幸一を主人公に描いたスピンオフ作品。ストーリーの元は『カルメン』。
天使の策略 ～Another Angels～
監修：飯岡順一・ストーリー：前川淳
『ルパン三世 天使の策略 〜夢のカケラは殺しの香り〜』の別展開を描いた作品。
セブンデイズ ラプソディ
監修：飯岡順一・ストーリー：柏原寛司
『ルパン三世 セブンデイズ・ラプソディ』のコミカライズ作品。
霧のエリューシヴ
『ルパン三世 霧のエリューシヴ』のコミカライズだが、「1stシリーズの後日談」という設定。
死の果ての復讐 ～Revenge of outskirts of death～
監修：飯岡順一・ストーリー：大川俊道
テレビシリーズにおけるルパンの宿敵であるミスターXが3度目の復活を果たし、ルパンと最後の激闘を繰り広げる作品。
消えた王家の証のありか
『ルパン三世 the Last Job』で登場するアンドレ・マクシムと次元大介の因縁を描いた前日譚。
春の嵐
ストーリー：深山雪男
2013年春号に掲載された最終作。内容的には次元が主人公で、ルパンと五右衛門は結末にわずかに登場、不二子はまったく登場しない。また、最終回らしい要素はなかった。